# 東京工芸大学の人物一覧
東京工芸大学の人物一覧（とうきょうこうげいだいがくのじんぶついちらん）は、東京工芸大学と、同大学に吸収された東京工芸大学短期大学部・東京工芸大学女子短期大学部に関係する人物の一覧記事。

## 略語の凡例
前身となる学校・旧称が複数あるため、学校名の略記は以下のものを使う。
- 〈工芸院〉 ： 東京工芸大学大学院

- 〈工芸大〉 ： 東京工芸大学
- 〈写大〉 ： 東京写真大学
- 〈写工〉 ： 東京写真工業専門学校
- 〈写専〉 ： 東京写真専門学校
- 〈小西〉 ： 小西写真専門学校

- 〈工芸短〉 ： 東京工芸大学短期大学部
- 〈写大短〉 ： 東京写真大学短期大学部
- 〈写短〉 ： 東京写真短期大学

- 〈女短〉 ： 東京工芸大学女子短期大学部

## 主な教員
※東京工芸大学出身者は「出身著名人」の項目に記載
- 岩谷徹 - ゲームクリエイター（「パックマン」制作者）、ゲーム学科教授
- 遠藤雅伸 - ゲームクリエイター（「ゼビウス」制作者）、ゲーム学科教授
- 大島武 - パフォーマンス研究者、基礎教育教授、大島渚の長男
- 森山剛 - 音声工学研究者、工学部工学科准教授
- 山川直人 - 映画監督、芸術学部映像学科教授
- 畑中純 - 漫画家。芸術学部マンガ学科教授

## 出身著名人

### 写真家

#### あ行
- 荒川好夫　- 〈写短〉
- 飯島幸永 - 〈写短〉
- 薄井一議 - 〈工芸大〉芸術学部写真学科
- 遠藤俊介 - 〈工芸大〉芸術学部写真学科
- 大辻清司 - 〈写専〉
- 岡田敦 - 〈工芸院〉芸術学研究科博士後期課程
- 押田美保 - 〈工芸短〉写真技術科

#### か行
- 片平孝 - 写真家
- 栗原隆司 - 鉄道写真家、〈写大短〉写真技術科
- 小林紀晴 - 写真家・作家、〈工芸短〉写真技術科

#### さ行
- 桜井始 - 風景写真家、〈写短〉
- 佐藤倫子 - 〈工芸短〉写真技術科

#### た行
- 立木義浩 - 〈写短〉
- 田沼武能 - 東京工芸大学名誉教授、元日本写真家協会会長、文化勲章〈写工〉
- 丹野清志 - 〈写短〉

#### な行
- 仁田三夫 - 風景写真家・考古学者、〈写工〉
- 内藤明 - 〈写短〉

#### は行
- 藤里一郎 - 〈工芸短〉写真技術科
- 細江英公 - 東京工芸大学名誉教授、文化功労者〈写短〉
- 本城直季 - 〈工芸院〉芸術学研究科
- 北郷仁 - 〈工芸院〉芸術学研究科

#### ま行
- 南川三治郎 - 美術写真家・作家、〈写大〉

#### や行
- 柳沢信 - 〈写短〉
- 米屋こうじ - 鉄道写真家、〈工芸短〉

#### わ行
- 渡辺義雄 - FRONTに参画、建築写真家、日本大学芸術学部教授、〈写専〉

### アニメーション
- 内山勇士 - 監督 〈映像学科〉
- 大槻敦史 - 監督・演出家
- 大地丙太郎 - 監督・演出家、〈写大短〉写真応用科
- 清水達正 - 撮影監督、〈写大短〉
- 松本慶祐 - 監督
- Waboku - アニメーション作家

### 映画監督・映像ディレクター
- 井上卓 - 映像ディレクター・造形作家、〈工芸大〉芸術学部デザイン科
- 小泉堯史 - 映画監督、〈写短〉写真技術科
- 斎藤耕一 - 映画監督・スチルカメラマン、〈写工〉
- 佐藤寿保 - ピンク映画監督、〈工芸大〉
- 蔦哲一朗 - 映画監督、〈工芸大〉映像学科
- 野尻克己 - 映画監督、〈工芸大〉映像学科
- 福居ショウジン - 映画監督、〈工芸大〉工学部画像工学科
- 三宅隆太 - 映画監督・脚本家、〈工芸大〉映像学科
- 村石宏實 - 映画監督、〈写大〉

### 学者
- 荒井宏子 - 応用化学者、〈写短〉写真技術科
- 白井暁彦 - メディアアート研究者、〈工芸院〉工学研究科修士課程
- 保積英次 - 東京工芸大学名誉教授、写真の撮影時の照明技術の研究、〈写短〉
- 八木橋正雄 - 言語学者、〈写大〉工学部印刷工学科
- 山本晃 - 東京工芸大学教授、写真工学・写真レンズ・カメラ機構研究者、オートフォーカス制作者、〈写短〉写真工業科

### 芸能
- 川崎麻世 - タレント、〈工芸短〉大学部画像技術科
- 三瓶由布子 - 声優・ナレーター〈工芸大〉芸術学部写真学科
- シシドカフカ - 歌手・ドラマー・女優・モデル、〈工芸大〉芸術学部写真学科
- 中村あずさ - 女優・タレント、〈女短〉秘書科
- 吉川スミス - 放送作家、〈工芸大〉芸術学部写真学科
- 大貫彩香 - グラビアアイドル、〈工芸大〉芸術学部
- タッカーノ - お笑い芸人、〈工芸大〉芸術学部デザイン学科
- 玉城泰拙（セブンbyセブン） - お笑い芸人、〈工芸大〉中途退学
- ニポポ - ミュージシャン、〈工芸大〉映像学科

### 漫画家
- オダトモヒト - 〈工芸大〉芸術学部マンガ学科
- 神尾葉子 - 〈女短〉
- こいおみなと - 漫画家・キャラクターデザイナー、〈工芸大〉工学部
- 慎本真 -漫画家〈工芸大〉芸術学部マンガ学科
- ふかさくえみ - 〈工芸大〉芸術学部メディアアート表現学科
- 横田卓馬 - 〈工芸大〉芸術学部アニメーション学科
- 和山やま - 〈工芸大〉芸術学部マンガ学科

### 政治家
- 川本雅之 - 愛知県瀬戸市長、〈工芸大〉

### 諸分野
- 菊地奈々子 - プロボクサー、〈工芸短〉
- 桑村さや香 - 脚本家、〈工芸大〉映像学科
- 椎名誠 - 小説家・エッセイスト・映画監督、〈写大〉中途退学
- 杉浦睦夫 - 胃カメラの発明者の一人、〈写専〉
- 福原充則 - 劇作家・脚本家、〈工芸大〉映像学科
- 三本和彦 - モータージャーナリスト、〈写大〉写真技術科
- 三村旭 - 会社経営者、〈写大〉印刷工学科